# Marianne Vind
Marianne Vind (født 3. december 1970 i Køge) er et dansk medlem af Europa-Parlamentet for Socialdemokratiet. Hun er hospitalslaborant og har en master i professionel kommunikation fra Roskilde Universitet.
Hun har været formand i Dansk Laborant-Forening (2006-2011) og næstformand i HK/Privat (2011-2019).

## Baggrund og opvækst
Marianne Vind blev født i Køge. Efter de første barndomsår i Køge flyttede familien først til Vigersted ved Ringsted og senere til Svebølle på Kalundborg-egnen, hvor hun har haft det meste af sin opvækst, ungdom og voksenliv. I Svebølle arbejdede Marianne Vinds mor i perioder i den lokale børnehave, var dagplejemor og gjorde rent, mens hendes far kørte med kaffe som lastbilchauffør for BKI-Kaffe.
Marianne Vind blev udlært hospitalslaborant fra Rigshospitalet i 1995.
Uddannelsen førte til forskellige job bl.a. i Norge og i 2000 til et job i Novozymes i Kalundborg. Siden blev Vind valgt som tillidsrepræsentant og formand for Dansk Laborant-Forening.

## Politisk karriere
Marianne Vind fik 27.396 personlige stemmer ved Europa-Parlamentsvalget 26. maj 2019 og blev 1. stedfortræder for Socialdemokratiet. Da Jeppe Kofod blev udpeget til udenrigsminister i regeringen Mette Frederiksen, kom Marianne Vind i Europa-Parlamentet, og blev genvalgt i 2024.
Hun sidder i Udvalget for Beskæftigelse og Sociale Anliggender og Udvalget for Transport og Turisme. Hun har tidligere været medlem af det midlertidige Udvalg for Kræftbekæmpelse. Dertil er hun næstformand i Delegationen for Forbindelserne med Landene i Sydøstasien og Sammenslutningen af Sydøstasiatiske Nationer (ASEAN).
Hun er medlem af netværksgruppen for LGBTI-rettigheder. og næstformand i netværksgruppen for handicap. Dertil er hun medlem af netværksgruppen for fagforeninger.

## Bøger
I 2023 udgav Marianne Vind debatbogen "Arbejdsmarkedets Skyggesider - Om truslerne mod det gode arbejdsliv og kampen for en retfærdig fremtid i Europa" gennem forlaget Frydenlund. I bogen beskriver hun udviklingen af det europæiske arbejdsmarked og sætter fokus på forskellige temaer, blandt andet globalisering, ulighed, usikre og skæve ansættelsesformer, mindstelønninger og hvordan EU i hendes optik både svækker og styrker den danske arbejdsmarkedsmodel.

## Privatliv
Marianne Vind bor i Havdrup i Solrød Kommune.